# Poulet au maroilles
Le poulet au maroilles est un mets originaire du Nord-Pas-de-Calais constitué de morceaux de poulet (cuisses, hauts de cuisses, ou escalopes) revenus dans du beurre avec des oignons hachés finement, le tout cuit dans une sauce à la bière agrémentée de maroilles et de crème fraîche.